# 臺中市立豐南國民中學
臺中市立豐南國民中學，簡稱豐南國中，是一所位於臺灣臺中市豐原區的市立國民中學。因其地處豐原區南側而得名。

## 校史
- 1968年，台灣實施九年國民義務教育，全國廣設國中。台中縣政府於現址成立「台中縣立豐南國民中學」。派佟廣武先生為首任校長。
- 1979年，成立豐南國中資優班。

## 歷任校長
1. 佟廣武：1968年8月－1980年7月
2. 王大為：1980年8月－1990年2月
3. 佟廣武：1990年3月－1996年1月
4. 劉榮彥：1996年2月－2001年7月
5. 吳寶珍：2001年8月－2004年7月
6. 鄧詩勳：2004年8月－2011年7月
7. 呂允成：2011年8月－2013年7月
8. 林伯儀：2013年8月－2020年7月
9. 簡芳達：2020年8月－現任

## 校友
- 張雨生：臺灣歌手，代表作品《我的未來不是夢》、《口是心非》等等。
- 陳清龍：親民黨籍臺中市議員。
- 張芳慈：客家女诗人。
- 江啟臣：現任立法院副院長、前中國國民黨主席。
- 邱振哲：臺灣歌手，代表作品《太陽》。
- 唐愷良：藝名「大亨堡」，地下饒舌歌手出身，於2020年與金曲歌王「蛋堡」出版聯名專輯「吃飽堡」，銷量124萬張列居台灣唱片歷史排行榜第三位，Youtube觀看人次於推出後兩個月又二十天突破千萬，觀眾普遍盛譽大亨堡為「台灣史上最炸的饒舌歌手」，目前擔任2023年大嘻哈時代2客座導師之一。

## 外部連結
- 台中市立豐南國民中學  （页面存档备份，存于）